# Margarete de Saale
Margarete de Saale (em alemão: Margarethe von der Saale; Schönfeld, 1522 - 6 de julho de 1566) foi uma dama-de-companhia e nobre alemã. O conde Filipe I de Hesse cometeu bigamia quando se casou morganaticamente com ela.

## Biografia
Filha de Ana de Miltitz e Hans de Saale, Margarete conheceu o conde Filipe, que já era casado, quando tinha dezassete anos de idade. Filipe queria casar-se com Margarete morganaticamente e não tê-la como amante, visto que cometer adultério iria manchar a sua reputação religiosa, mas também não se queria divorciar da sua esposa, a duquesa Cristina da Saxónia, visto que acreditava que o divórcio também era um pecado. O casamento celebrou-se no dia 4 de Março de 1540 no Castelo de Rotemburgo na presença de Martin Bucer e Philipp Melanchthon. Margarete nunca esteve presente na corte, mas vivia numa casa ao lado da praça de Spangemberga. A bigamia de Filipe teve um efeito negativo para a reforma protestante.

## Descendência
O casamento resultou em nove filhos, os mais tarde “ Condes de Diez da Casa de Hesse”:
1. Filipe de Dietz (12 de março de 1541 – 10 de junho de 1569), morreu aos vinte-e-oito anos de idade; sem descendência.
2. Hermano de Dietz (12 de fevereiro de 1542 – cerca de 1568), morreu com cerca de vinte-e-quatro anos; sem descendência.
3. Cristóvão Ernesto de Dietz (16 de julho de 1543 – 20 de abril de 1603), morreu solteiro e sem descendência.
4. Margarete de Dietz (14 de outubro de 1544 – 1608), casada primeiro com Hans Bernardo de Eberstein; com descendência. Casada depois com Estêvão Henrique de Everstein; com descendência.
5. Alberto de Dietz (10 de março de 1546 – 3 de outubro de 1569), morreu aos vinte-e-três anos; sem descendência.
6. Filipe Conrado de Dietz (29 de setembro de 1547 – 25 de maio de 1569), morreu aos vinte-e-um anos; sem descendência.
7. Moritz de Dietz (8 de junho de 1553 – 23 de janeiro de 1575), morreu aos vinte-e-um anos; sem descendência.
8. Ernesto de Dietz (12 de agosto de 1554 – 1570), morreu com cerca de dezasseis anos; sem descendência.
9. Ana de Dietz, morreu nova em 1558.

Em seu testamento de 1562, Landgrave Philipp deu aos sete irmãos e sua irmã sobrevivente Margarethe o título de “Nascidos da Casa de Hesse, Condes de Diez e Senhores de Lißberg e Bickenbach”. Ele deu aos irmãos os domínios e escritórios de Bickenbach e Lißberg , o castelo e escritório de Ulrichstein , um quarto do escritório de Umstadt (ver Condomínio Umstadt ) , a cidade e escritório de Schotten , o castelo e escritório, para conjunto propriedade e total soberania de Stornfels , cidade, castelo e escritório de Homburg e a parte hessiana da vila de Dehrn, no antigo condado de Diez . Margarethe renunciou ao apoio financeiro.
Os quatro filhos dignos de Filipe - Guilherme IV de Hesse-Cassel , Luís IV de Hesse-Marburg , Filipe II de Hesse-Rheinfels e Jorge I de Hesse-Darmstadt - aceitaram com muita relutância esta redução de sua herança e conseguiram que o imperador em maio de 1568 Maximiliano II confirmou a negação da plena soberania pelos condes de Diez. Quando o último dos seus meio-irmãos que ainda vivia em liberdade morreu em 1575, eles confiscaram a propriedade dos Condes de Diez em 1577. Até 1603, a renda do dízimo do bairro do escritório de Umstadt foi usada para sustentar o último dos Condes de Dietz durante sua prisão.